# 副島種臣
副島種臣（日语：／ Soejima Taneomi，1828年10月17日—1905年1月31日）是日本明治时代的政治家和外交官。獲得勳一等、伯爵。號蒼海、一一學人，也是有優秀作品的書法家。

## 生平
其父為佐賀藩藩校弘道館的日本國學學者枝吉南濠，將其過繼給同藩的副島利忠成為養子。其兄為日本國學學者枝吉神陽。受到父兄的影響，很早就認識到尊王攘夷思想。在弘道館求學，結識江藤新平與大木喬任。
1850年，他加入了以其兄為中心結成的楠公義祭同盟。1852年前往京都遊學。之後他受兄之命，向公卿大原重德提出廢除幕府將軍、讓日本統一在天皇之下的意見書。青蓮院宮朝彥親王請求他發動佐賀藩兵進入京都，但受到藩主鍋島直正的制止，藩主任命其為藩校的日本國學教師。1867年與大隈重信等人共同脱藩成為勤王志士，但遭逮捕送回佐賀，受到謹慎（閉居家中）的處分。
明治維新後，在1868年加入新政府，1869年成為參議，1871年成為外務卿。1873年作為宮古島民台灣遇害事件處理交涉的日方特命全權公使兼外務大臣前往清朝首都北京進行交涉，進行中日修好條規的交換，並為同治帝的大婚奉上國書。事件交涉過程中，他力爭當時同時向清日雙方朝貢的琉球為日本屬地，質問清朝總理衙門為何不懲辦台番，清朝官員回答：「生番係我化外之民，問罪與否，聽憑貴國辦理。」被其抓住話柄，成為日後發動牡丹社事件出兵台灣的依據。
1884年封為伯爵，1888年受任命為樞密顧問官，1891年到1892年的第一次松方內閣中擔任內務大臣。
1905年1月31日，因腦溢血而去世。

## 著作

### 代表作
- 「帰雲飛雨」（佐賀県立美術館所蔵）
- 「紅葉館」（佐賀県立美術館所蔵）
- 「神非守人 人実守神」
- 「春日其四句」

### 日語書籍
- 副島種臣. 島善高編 , 编. . 慧文社. 2004年12月. ISBN 4-905849-07-1.
- 副島種臣. 島善高編 , 编. . 慧文社. 2004年12月. ISBN 4-905849-08-X.
- 副島種臣. 島善高編 , 编. . 慧文社. 2007年10月. ISBN 978-4-905849-09-4.
- 副島種臣（筆）. 石川九楊編 , 编. . 二玄社. 2003年10月. ISBN 4-544-01382-8.

## 榮譽
- 明治14年（1881年）、勳一等旭日大綬章
- 明治28年（1905年）1月31日、勲一等旭日桐花大綬章（日语：勲一等旭日桐花大綬章）[2]

## 相關傳記
- 丸山幹治/著，《副島種臣全集》（3巻、島善高編、慧文社）
- 丸山幹治. . 大日社. 1936.
  - 丸山幹治. . Misuzu reprints 2. みすず書房. 1987年4月. ISBN 4-622-02672-4.
  - 丸山幹治. . Misuzu reprints 2 オンデマンド版. みすず書房. 2005年9月  [2015-12-17]. ISBN 4-622-06162-7. （原始内容存档于2020-08-13）.
- . 副島種臣先生顕彰会. 1936.
- . 川崎又次郎. 1941.
- 大橋昭夫. . 新人物往来社. 1990年7月. ISBN 4-404-01739-1.
- 齋藤洋子. . 慧文社. 2010年10月. ISBN 4-86330-044-1.
- 安岡昭男/著，《副島種臣》，吉川弘文館〈人物叢書〉，2012年3月，ISBN 4-642-05261-5。

## 影視作品
電視劇
- 《宛如飛翔》（1990年、NHK大河劇，改編自司馬遼太郎的同名小說，坂部文昭飾演）

## 腳註
1. ↑  服部敏良『事典有名人の死亡診断 近代編』付録「近代有名人の死因一覧」（吉川弘文館、2010年）16頁
2. ↑  『官報』第6475号「叙任及辞令」1905年2月2日。

## 外部連結
| 官衔                                                            | 官衔                                        | 官衔                                         |
| --------------------------------------------------------------- | ------------------------------------------- | -------------------------------------------- |
| 內務省                                                          |                                             |                                              |
| 前任： 品川弥二郎                                               | 內務大臣 1892年3月11日－1892年6月8日        | 繼任： 松方正義                              |
| 樞密院                                                          |                                             |                                              |
| 前任： 寺島宗則                                                 | 副議長 1891年9月10日－1892年3月11日         | 繼任： 無（下一相同頭銜： 東久世通禧）       |
| 顧問官 1888年4月30日－1891年9月10日                             |                                             |                                              |
| 太政官                                                          |                                             |                                              |
| 參議 1873年10月13日－1873年10月25日 1869年7月8日－1871年7月24日 |                                             |                                              |
| 外務省                                                          |                                             |                                              |
| 前任： 職位創建（原因： 由外務卿改制）                          | 外務事務總裁 1873年10月13日－1873年10月28日 | 繼任： 職位廢止（原因： 改制為外務卿）       |
| 前任： 岩倉具視                                                 | 外務卿 1871年12月15日－1873年10月13日       | 繼任： 職位廢止（原因： 改制為外務事務總裁） |
| 貴族爵位和頭銜                                                  |                                             |                                              |
| 副島（種臣）伯爵家                                              |                                             |                                              |
| 前任： 敘爵                                                     | 1884年7月17日 － 1905年1月31日              | 繼任： 副島道正                              |